# 八巻智美
八巻 智美（やまき ともみ、1971年4月12日 - ）は、福島県郡山市出身の車椅子アスリート。福島県郡山市職員。

## 来歴・人物
郡山市立郡山第五中学校の管弦楽部でコントラバスに打ち込んでいた2年生の時に激しい頭痛と吐き気に襲われ、右半身にまひが出た。入院してリハビリをしていたある日、病院の階段から落ちて脊髄（せきずい）を損傷した。
福島県立安積第二高等学校通信制（現福島県立あさか開成高等学校）を卒業し、1992年に郡山市職員に。
1994年、翌年の全国身体障害者スポーツ大会の選手募集を広告を見て、友人たちと一緒に練習に参加し障害者スポーツを始める。
3年後、車いす駅伝福島県代表チームの当時エースだった松浦辰雄と出会い、本格的に車いすマラソン競技を開始した。
2007年10月28日の大分国際車いすマラソンで、2時間9分50秒のT52クラスの世界記録を樹立する。
しかし2008開催の北京パラリンピックではT52クラスの種目にマラソンがなかった為短距離種目に挑戦、参加A標準記録を突破して代表に選ばれた。
2008年の北京パラリンピックでは、200m車椅子と100m車椅子の両種目で見事銀メダルを獲得した。
現在では自身も競技を続ける傍ら、各種障害者競技のイベント等に積極的に参加し障害者競技の普及・理解促進に努めている。

## 主な競技記録
- 2006/06/11 日本選手権　女子-T52　1500m　4′37″06 （日本記録）
- 2007/10/28 大分国際車いすマラソン 女子-T52クラス 1位 2:09'50（世界記録）
- 2008/04/20 長野車いすマラソン大会　ハーフマラソン　女子-T52 1：03′09
- 2008/07/06 関東選手権　女子-T52 100m 20″99　（日本記録）
- 2008/09/11 北京パラリンピック 陸上女子200m車椅子決勝-T52クラス 2位 37.44（Asian　Record）
- 2008/09/15 北京パラリンピック 陸上女子100m車椅子決勝-T52クラス 2位 21.00（Asian　Record）
- 2008/11/09 大分国際車いすマラソン 女子-T52クラス 1位 2:07'28（世界記録）